# Gustavo Kuerten
Gustavo Kuerten (* 10. September 1976 in Florianópolis, Santa Catarina) ist ein ehemaliger brasilianischer Tennisspieler. Er ist mit Mats Wilander (1982) und Gastón Gaudio (2004) einer der drei Spieler, die als Ungesetzte den French-Open-Titel gewonnen haben (1997), 2000 und 2001 gewann er das Turnier zwei weitere Male.

## Karriere
Ohne die finanzielle Hilfe seiner Großmutter in Deutschland, Olga Schlösser, hätte Gustavo Kuerten den Aufstieg ins Profilager wohl nicht geschafft. Da staatliche Unterstützung fehlte, musste die Familie selbst für die sportliche Ausbildung ihres Tennis-Talentes aufkommen. Als Sechsjähriger wurde er von seinem Vater Aldo und nach dessen frühem Tod von seinem Bruder Raphael trainiert und spielte sich in der Junioren-Rangliste bis auf Platz sechs. 1994 wechselte er ins Profilager. Nicht nur bei Einzelturnieren fiel der 18-Jährige auf. Als Doppelspieler gewann er mit Nicolás Lapentti das Juniorturnier der French Open 1994. Auf der Weltrangliste wurde er an Nummer 421 geführt, schaffte 1995 den Sprung unter die Top 200. Ohne ein echtes Top-Resultat kletterte er 1996 auf Platz 88.
Sein Durchbruch gelang ihm bei den French Open 1997, als er als Ungesetzter (Nr. 66 der Weltrangliste) das Turnier gewann. In der dritten Runde traf er auf den damaligen Sandplatzkönig und French-Open-Champion von 1995, Thomas Muster, den er mit 6:7, 6:1, 6:3, 3:6, 6:4 bezwang. In der Runde darauf traf er auf Andrij Medwedjew, der das bedeutende Sandplatzturnier am Hamburger Rothenbaum bereits dreimal gewonnen hatte. Kuerten setzte sich erneut in fünf Sätzen (5:7, 6:1, 6:2, 1:6, 7:5) durch. Im Viertelfinale besiegte er den Titelverteidiger Jewgeni Kafelnikow nach 1:2-Satzrückstand mit 6:2, 5:7, 2:6, 6:0, 6:4, um dann im Finale den zweifachen French-Open-Sieger Sergi Bruguera glatt in drei Sätzen mit 6:3, 6:4, 6:2 zu bezwingen.
Kuerten war vor allem auf Sand erfolgreich. Er gewann dreimal das wichtigste Sandplatzturnier der Welt, die French Open. Außerdem gewann er im Jahr 2000 den Tennis Masters Cup und wurde damit zur Nummer eins der Weltrangliste. Nach zwei Hüftoperationen musste er lange pausieren.
Nach der Lancierung einer eigenen Kleiderlinie versuchte Kuerten 2007 erneut, sich in der Weltspitze zu etablieren. Ab 2006 arbeitete er auch wieder mit seinem früheren langjährigen Coach Larri Passos zusammen, mit dem er die größten Erfolge gefeiert hatte. Als Kuerten sich in der ersten Runde der French Open 2008 dem Franzosen Paul-Henri Mathieu mit 3:6, 4:6, 2:6 geschlagen geben musste, beendete er nach 13 Jahren seine Profikarriere.
Im Jahr 2012 wurde er in die International Tennis Hall of Fame aufgenommen.
2016 war er bei der Eröffnungsfeier der Olympischen Spiele 2016 in Rio de Janeiro einer der Schlussläufer des olympischen Fackellaufs.
Kuerten wohnt in Morro das Pedras, einem Ortsteil von Florianópolis.

## Erfolge
| Legende (Anzahl der Siege)    |
| Grand Slam (3)                |
| Tennis Masters Cup (1)        |
| ATP Masters Series (5)        |
| International Series Gold (6) |
| International Series (13)     |

### Einzel

#### Turniersiege

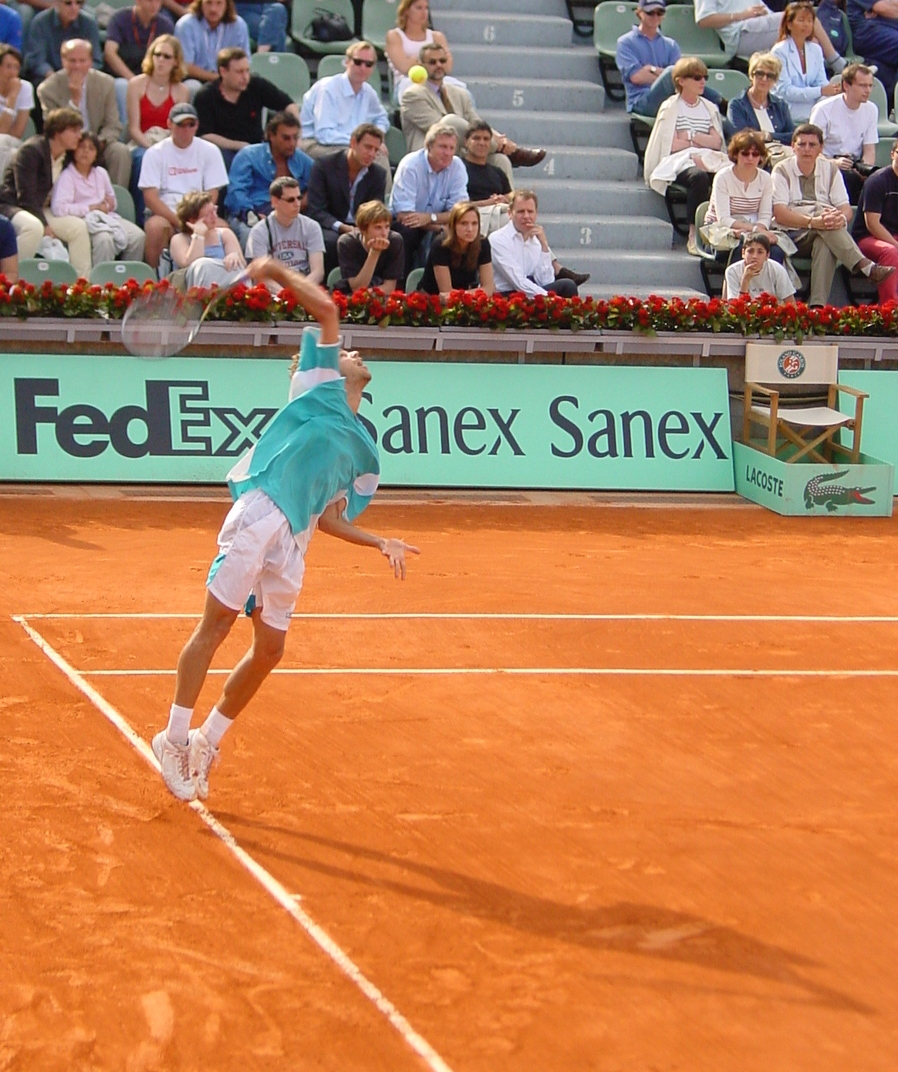
Kuerten bei den French Open 2003

| Nr. | Datum              | Turnier             | Belag         | Finalgegner     | Ergebnis                 |
| --- | ------------------ | ------------------- | ------------- | --------------- | ------------------------ |
| 1.  | 8. Juni 1997       | French Open (1)     | Sand          | Sergi Bruguera  | 6:3, 6:4, 6:2            |
| 2.  | 26. Juli 1998      | Stuttgart (1)       | Sand          | Karol Kučera    | 4:6, 6:2, 6:4            |
| 3.  | 4. Oktober 1998    | Mallorca            | Sand          | Carlos Moyá     | 6:75, 6:2, 6:3           |
| 4.  | 25. April 1999     | Monte Carlo (1)     | Sand          | Marcelo Ríos    | 6:4, 2:1 Aufgabe         |
| 5.  | 16. Mai 1999       | Rom                 | Sand          | Patrick Rafter  | 6:4, 7:5, 7:66           |
| 6.  | 5. März 2000       | Santiago de Chile   | Sand          | Mariano Puerta  | 7:63, 6:3                |
| 7.  | 21. Mai 2000       | Hamburg             | Sand          | Marat Safin     | 6:4, 5:7, 6:4, 5:7, 7:63 |
| 8.  | 11. Juni 2000      | French Open (2)     | Sand          | Magnus Norman   | 6:2, 6:3, 2:6, 7:66      |
| 9.  | 20. August 2000    | Indianapolis        | Hartplatz     | Marat Safin     | 3:6, 7:62, 7:62          |
| 10. | 3. Dezember 2000   | Lissabon            | Hartplatz (i) | Andre Agassi    | 6:4, 6:4, 6:4            |
| 11. | 25. Februar 2001   | Buenos Aires        | Sand          | José Acasuso    | 6:1, 6:3                 |
| 12. | 4. März 2001       | Acapulco            | Sand          | Galo Blanco     | 6:4, 6:2                 |
| 13. | 22. April 2001     | Monte Carlo (2)     | Sand          | Hicham Arazi    | 6:3, 6:2, 6:4            |
| 14. | 10. Juni 2001      | French Open (3)     | Sand          | Àlex Corretja   | 6:73, 7:5, 6:2, 6:0      |
| 15. | 22. Juli 2001      | Stuttgart (2)       | Sand          | Guillermo Cañas | 6:3, 6:2, 6:4            |
| 16. | 12. August 2001    | Cincinnati          | Hartplatz     | Patrick Rafter  | 6:1, 6:3                 |
| 17. | 15. September 2002 | Costa do Sauípe (1) | Hartplatz     | Guillermo Coria | 6:74, 7:5, 7:62          |
| 18. | 12. Januar 2003    | Auckland            | Hartplatz     | Dominik Hrbatý  | 6:3, 7:5                 |
| 19. | 26. Oktober 2003   | St. Petersburg      | Hartplatz (i) | Sargis Sargsian | 6:4, 6:3                 |
| 20. | 26. Februar 2004   | Costa do Sauípe (2) | Sand          | Agustín Calleri | 3:6, 6:2, 6:3            |

#### Finalteilnahmen
| Nr. | Datum            | Turnier      | Belag     | Finalgegner         | Ergebnis                |
| --- | ---------------- | ------------ | --------- | ------------------- | ----------------------- |
| 1.  | 15. Juni 1997    | Bologna      | Sand      | Félix Mantilla      | 6:4, 2:6, 1:6           |
| 2.  | 3. August 1997   | Montreal     | Hartplatz | Chris Woodruff      | 5:7, 6:4, 3:6           |
| 3.  | 2. April 2000    | Miami        | Hartplatz | Pete Sampras        | 1:6, 7:62, 6:75, 6:78   |
| 4.  | 14. Mai 2000     | Rom          | Sand      | Magnus Norman       | 3:6, 6:4, 4:6, 4:6      |
| 5.  | 13. Mai 2001     | Rom          | Sand      | Juan Carlos Ferrero | 6:3, 1:6, 6:2, 4:6, 2:6 |
| 6.  | 19. August 2001  | Indianapolis | Hartplatz | Patrick Rafter      | 2:4 Aufgabe             |
| 7.  | 13. Oktober 2002 | Lyon         | Sand      | Paul-Henri Mathieu  | 6:4, 3:6, 1:6           |
| 8.  | 16. März 2003    | Indian Wells | Hartplatz | Lleyton Hewitt      | 1:6, 1:6                |
| 9.  | 15. Februar 2004 | Viña del Mar | Sand      | Fernando González   | 5:7, 4:6                |

### Doppel

#### Turniersiege
| Nr. | Datum             | Turnier               | Belag     | Partner           | Finalgegner                      | Ergebnis  |
| --- | ----------------- | --------------------- | --------- | ----------------- | -------------------------------- | --------- |
| 1.  | 10. November 1996 | Santiago de Chile (1) | Sand      | Fernando Meligeni | Dinu Pescariu Albert Portas      | 6:4, 6:2  |
| 2.  | 13. April 1997    | Estoril               | Sand      | Fernando Meligeni | Andrea Gaudenzi Filippo Messori  | 6:2, 6:2  |
| 3.  | 15. Juni 1997     | Bologna               | Sand      | Fernando Meligeni | Dave Randall Jack Waite          | 6:2, 7:5  |
| 4.  | 20. Juli 1997     | Stuttgart             | Sand      | Fernando Meligeni | Donald Johnson Francisco Montana | 6:4, 6:4  |
| 5.  | 12. Juli 1998     | Gstaad                | Sand      | Fernando Meligeni | Daniel Orsanic Cyril Suk         | 6:4, 7:5  |
| 6.  | 10. Januar 1999   | Adelaide              | Hartplatz | Nicolás Lapentti  | Jim Courier Patrick Galbraith    | 6:4, 6:4  |
| 7.  | 5. März 2000      | Santiago de Chile (2) | Sand      | Antonio Prieto    | Lan Bale Piet Norval             | 6:2, 6:4  |
| 8.  | 4. März 2001      | Acapulco              | Sand      | Donald Johnson    | David Adams Martín García        | 6:3, 7:65 |

#### Finalteilnahmen
| Nr. | Datum              | Turnier         | Belag       | Partner        | Finalgegner                    | Ergebnis  |
| --- | ------------------ | --------------- | ----------- | -------------- | ------------------------------ | --------- |
| 1.  | 15. September 2002 | Costa do Sauípe | Hartplatz   | André Sá       | Scott Humphries Mark Merklein  | 3:6, 6:71 |
| 2.  | 3. November 2002   | Paris           | Teppich (i) | Cédric Pioline | Nicolas Escudé Fabrice Santoro | 3:6, 6:76 |

## Statistik
|                   | 1993 | 1994 | 1995 | 1996 | 1997 | 1998 | 1999 | 2000 | 2001 | 2002 | 2003 | 2004 | 2005 | 2006 | 2007 | 2008 |
| Australian Open   | -    | -    | -    | -    | 2    | 2    | 2    | 1    | 2    | 1    | 2    | 3    | -    | -    | -    | -    |
| French Open       | -    | -    | -    | 1    | S    | 2    | VF   | S    | S    | AF   | AF   | VF   | 1    | -    | -    | 1    |
| Wimbledon         | -    | -    | -    | -    | 1    | 1    | VF   | 3    | -    | -    | 2    | -    | -    | -    | -    | -    |
| US Open           | -    | -    | -    | -    | 3    | 2    | VF   | 1    | VF   | AF   | 1    | 1    | 2    | -    | -    | -    |
| Jahresendposition | 670  | 371  | 188  | 88   | 14   | 23   | 5    | 1    | 2    | 37   | 16   | 40   | 291  |      |      |      |